# Jozo Budak
Jozo Budak (Vardište kod Višegrada, 6. lipnja 1902. — Zagreb, 26. travnja 1966.), hrvatski specijalist za fizikalnu terapiju i balneologiju, osnivač i voditelj niza rehabilitacijskih ustanova

## Životopis
Rođen u Vardištu kraj Višegrada. Učenik gimnazija u Mostaru i Beogradu. Poslije mature zaposlio se kao kao učitelj u Lici i dnevničar u radionici Državnih željeznica u Zagrebu. Rad mu je trebao radi prikupljanja novaca za studij medicine. Novac je skupio i pošao u Austriju u Graz studirati medicinu. Poslije studija volontirao je u Zagrebu na Internom odjelu Bolnice sestara milosrdnica. Od 1936. do 1938. usavršavao se u fizikalnoj medicini u Austriji, Njemačkoj i Francuskoj. 1939. je postao specijalist za fizikalnu terapiju, balneologiju i klimatologiju. Voditeljem je Odsjeka za fizikalnu terapiju i reumatske bolesti Internog odjela Bolnice sestara milosrdnica u Zagrebu od početka 1940. 1941. pretvorio ga je u zasebni odjel. Konstruirao je 1942. vlastiti aparat za elektrogimnastiku. Tijekom 1943. uzdiže se u akademskom svijetu. Dobio je mjesto na zagrebačkom Medicinskom fakultetu kao docent na katedri Klimatobalneologija. Surađivao s pokretom otpora pa je uhićen i zatvoren koncem 1944. godine. Poslije dolaska partizana opet radi u bolnici i fakultetu. Osnivačem je prve Škole za fizikalnu medicinu u Hrvatskoj. Osnovao ju je 1947. godine. Deset godina poslije dobila je odsjek radnih terapeuta i medicinskih elektroničara. Osnivačem peloidnog i mineralnog kupaličnog lječilišta Igala 1949. godine. 1958. osnovao je u Zagrebu Zavod za fizikalnu medicinu i rehabilitaciju NRH kojem je bio ravnateljem. U Zavodu je poslije organizirao i laboratorij za eksperimentalnu rehabilitaciju. Zastupao suvremene ideje o dinamičnoj rehabilitaciji. Zalagao se za liječenje radom. Osnovao je društvo Dug život u radu. Osobito se bavio primjenom visokofrekventnih struja, kratkih valova, ultrazvuka i ultraljubičastog zračenja u terapiji te primjenom niskofrekventnih struja u dijagnostici. 1963. godine konstruirao je pokusnu elektronsku učionicu – prvu učionicu za programiranu nastavu. Bavio se i biologijom invaliditeta. Djelatan na organizaciji službe rehabilitacije u Hrvatskoj. Bio čelnim čovjekom defektoloških društava, ustanova koje su se bavile profesionalnom i socijalnom rehabilitacijom i uključivanjem u radni život fizičkih invalida, gluhih i mentalno nedovoljno razvijenih osoba.